# Landolphia owariensis
Landolphia owariensis är en oleanderväxtart som beskrevs av Ambroise Marie François Joseph Palisot de Beauvois. Landolphia owariensis ingår i släktet Landolphia och familjen oleanderväxter. Inga underarter finns listade i Catalogue of Life.